# Christian Klar
Christian Klar (født 20. maj 1952 i Freiburg, Baden-Württemberg, Tyskland) er en tysk venstreekstremistisk terrorist og seriemorder, der var et af de ledende medlemmer i anden generation af Rote Armee Fraktion, der var aktiv i slutningen af 1970'erne og i starten af 1980'erne. Efter at have afsonet over 26 år af sin livstidsdom i Bruchsal blev han i december 2008 løsladt.
Klar studerede historie og filosofi ved Ruprecht-Karls-Universität Heidelberg og blev under studietiden politisk aktiv. I 1973 flyttede han til Karlsruhe sammen med kæresten Adelheid Schulz, der også senere blev aktiv i Rote Armee Fraktion. I 1974 deltog han i besættelsen af Amnesty Internationals kontorer i Hamburg i protest mod fængslingen af flere RAF-medlemmer. Han blev selv aktiv i bevægelsen omkring 1976. I 1982 blev han fængslet i Friedrichsruh og blev sammen med Brigitte Mohnhaupt idømt en kollektiv straf for alle RAF's kriminelle handlinger siden 1977. Det inkluderede primært:
- Mordet på Siegfried Buback, hans chauffør og hans livvagt i april 1977
- Mordet på Jürgen Ponto i juli 1977
- Kidnapningen af og mordet på Hanns-Martin Schleyer samt mordet på hans chauffør og hans tre livvagter

Klar blev desuden sigtet for medvirken til:
- Forsøg på mord på en schweizisk grænsevagt i Riehen i januar 1977
- Forsøg på angreb mod Generalbundesanwalt i august 1977
- Et bankrøveri i Zürich, mordet på et vidne og forsøg på at myrde en politimand, november 1979
- Attentatforsøg mod den amerikanske general Frederick Kroesen, 15. september 1981

Klar var fængslet fra 1982 til 3. januar 2009. I begyndelsen af 2007 ansøgte han præsident Horst Köhler om benådning, men fik afslag i første omgang. 24. november 2008 besluttede Oberlandesgericht Stuttgart, at Klar efter at have afsonet 26 år kunne løslades 3. januar 2009 på prøve. Prøvetiden er 5 år. Beslutningen om løsladelse affødte voldsom kritik fra politisk hold, idet Klar ikke angrer. Bayerns justitsminister Beate Merk påpegede, at han fortsat identificerer sig med Rote Armee Fraktions mål, og at han ikke bekymrer sig om ofrenes følelser. Joachim Herrmann, Bayerns indenrigsminister, mente at beslutningen om løsladelse af Klar var "totalt uforståelig". Også blandt ofrene for RAF's aktioner var der stærke reaktioner.